# Чарское сельское поселение
Чарское се́льское поселе́ние — муниципальное образование в Каларском районе Забайкальского края Российской Федерации.
Административный центр — село Чара.
24 июля 2020 года упразднено в связи с преобразованием Каларского муниципального района в муниципальный округ.

## История
Статус и границы сельского поселения установлены Законом Читинской области от 19 мая 2004 года «Об установлении границ, наименований вновь образованных муниципальных образований и наделении их статусом сельского, городского поселения в Читинской области».

## Население
| 2010  | 2011  | 2012  | 2013  | 2014  | 2015  | 2016  |
| ----- | ----- | ----- | ----- | ----- | ----- | ----- |
| 2119  | ↘2109 | ↘2035 | ↘2005 | ↘1957 | ↘1925 | ↘1910 |
| 2017  | 2018  | 2019  | 2020  |       |       |       |
| →1910 | ↘1862 | ↘1840 | ↘1780 |       |       |       |

## Состав сельского поселения
| № | Населённый пункт | Тип населённого пункта       | Население |
| - | ---------------- | ---------------------------- | --------- |
| 1 | Кюсть-Кемда      | село                         | ↘187      |
| 2 | Чара             | село, административный центр | ↘1594     |